# WASP-121
Désignations
- 2MASS J07102406-3905506
- CD-38 3220
- TOI-495
- TYC 7630-352-1
- WASP-121

WASP-121, également connue sous le nom de CD-38 3220 et officiellement nommée Dilmun, est une étoile de magnitude 10,4 située à environ 858 années-lumière (soit 263 parsecs) dans la constellation de la Poupe . WASP-121 a une masse et un rayon similaires aux Soleil . Et elle abrite une exoplanète connue.
L'étoile, bien que riche en métaux en termes de teneur globale en éléments lourds, elle possède peu de carbone. Le rapport molaire entre le carbone et l'oxygène est de 0,23 +0.05
−  pour WASP-121 ce qui est bien inférieur au rapport solaire qui est de 0,55.

## Nomenclature
La désignation WASP-121 indique qu'il s'agit de la 121e étoile découverte comme possédant une planète par la recherche de planètes à grand angle par le télescope SuperWASP .
En août 2022, ce système planétaire a été inclus parmi les 20 systèmes à être nommer par le troisième projet NameExoWorlds. Les noms approuvés, proposés par une équipe du Bahreïn, ont été annoncés en juin 2023. WASP-121 est nommé Dilmun d'après l' ancienne civilisation, et sa planète est nommée Tylos d'après l' ancien nom grec de Bahreïn.

## Système planétaire
En 2015, l' exoplanète WASP-121 b a été découverte en orbite autour de WASP-121 par la méthode du transit . WASP-121b est un Jupiter chaud avec une masse de environ 1,18 fois celle de Jupiter et un rayon environ de 1,81 fois celui de Jupiter. L'exoplanète orbite autour de WASP-121, son étoile hôte, tous les 1,27 jours. Des molécules d'eau chaude ont été trouvées dans la stratosphère de WASP-121b (c'est-à-dire la couche atmosphérique dans laquelle les températures augmentent à mesure que l'altitude augmente). 
| Planète   | Masse    | Demi-grand axe (ua) | Période orbitale (jours) | Excentricité | Inclinaison | Rayon    |
| --------- | -------- | ------------------- | ------------------------ | ------------ | ----------- | -------- |
| b / Tylos | 1,170 MJ | 0,002 571           | 1,275                    | 0,0          | 86,7°       | 1,742 RJ |

## Galerie

WASP-121b – vu simulée par ordinateur (Août 2018)
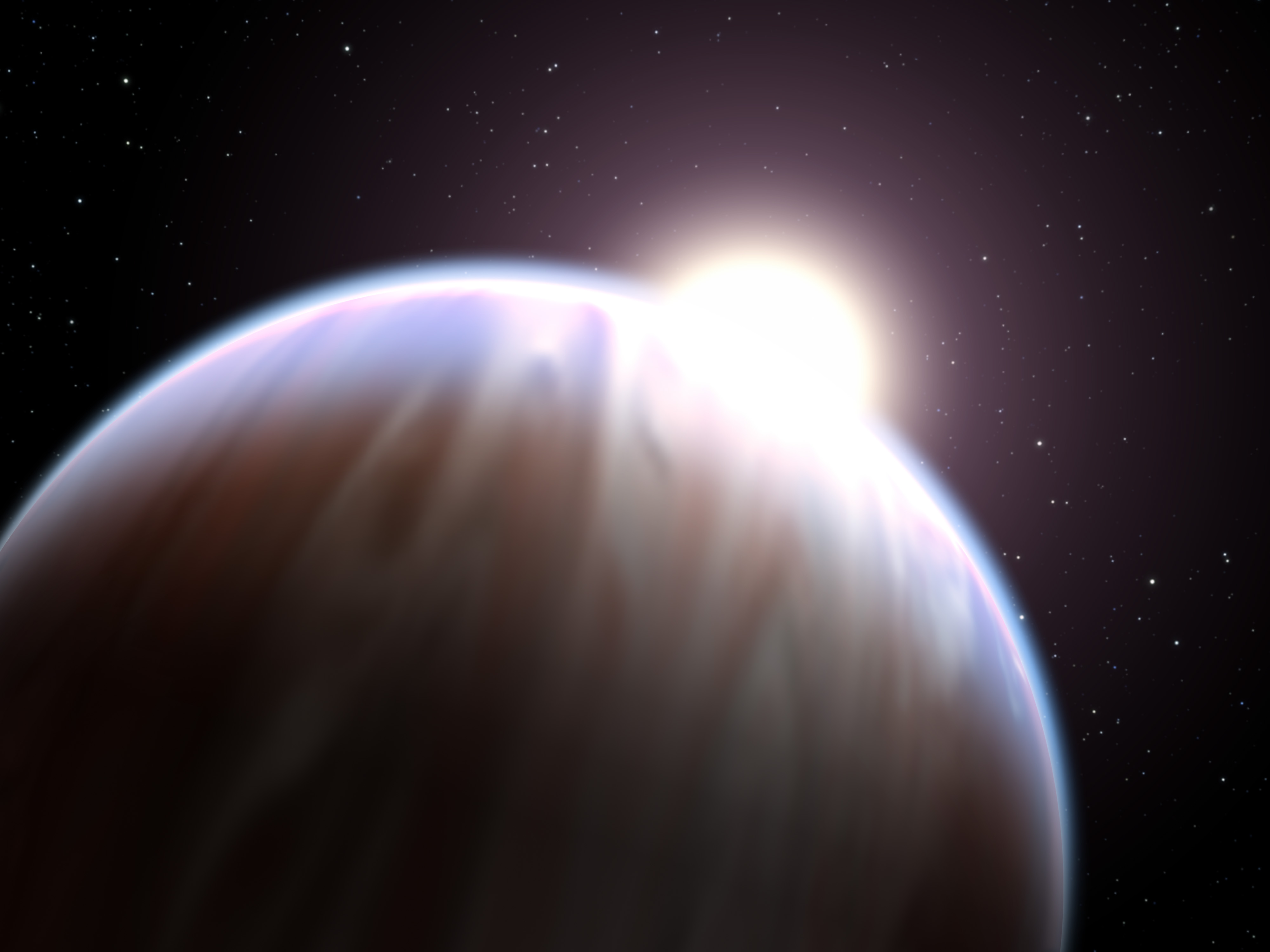
Vue d'artiste d'une planète Jupiter chaude